# Comuna Kameno, Burgas
Kameno (în bulgară Камено) este o comună în regiunea Burgas din Bulgaria. Cuprinde un număr de 13 localități. Reședința sa este orașul Kameno. Localități componente:
| - Vinarsko - Vratița - Jeliazovo - Kameno - Krăstina - Livada - Konstantinovo | - Polski Izvor - Rusokastro - Svoboda - Troianovo - Trăstikovo - Cerni Vrăh |

## Demografie
Componența etnică a obștinei Kameno
     Romi (6,29%)
     Turci (3,14%)
     Bulgari (76,86%)
     Nicio identificare (12,27%)
     Altele (1,41%)
La recensământul din 2011, populația comunei Kameno era de 10.393 locuitori. Din punct de vedere etnic, majoritatea locuitorilor (76,86%) erau bulgari, existând și minorități de romi (6,29%) și turci (3,14%). Pentru 12,27% din locuitori nu este cunoscută apartenența etnică.